# Editors’ Forum of Namibia
Das Editors’ Forum of Namibia (EFN; deutsch Redakteursforum von Namibia) ist ein Zusammenschluss namibischer Journalisten und Medien. Es hat seinen Sitz in der Hauptstadt Windhoek.
Die Mitglieder rekrutieren sich sowohl aus privaten als auch aus staatlichen Medien des Landes. Vorsitzender des EFN ist (Stand Oktober 2019) Frank Steffen von der Allgemeinen Zeitung, sein Stellvertreter Peter Denk von der Namibian Broadcasting Corporation.
Die Organisation firmierte zunächst unter dem Namen Namibian Editors’ Forum. Da die Abkürzung NEF jedoch bereits zuvor von der Namibian Employers’ Federation verwendet wurde, wurde der aktuelle Name angenommen.

## Aufgabe
Das EFN fungiert als Interessenvertretung der Medien in Namibia, eine Aufgabe, die vorübergehend auch der Windhoek Press Club zu erfüllen versuchte. Ein primäres Ziel des EFN war seit der Gründung im Jahr 2007 die Schaffung einer funktionierenden Medienselbstkontrolle, ähnlich den in vielen Ländern üblichen Presseräten. Damit sollte eine Alternative zu kostspieligen und zeitaufwendigen Gerichtsverfahren geschaffen werden und zudem ein staatlich kontrollierter Presserat, wie in einer Resolution der regierenden SWAPO von 2007 vorgeschlagen, verhindert werden.
Gemeinsam mit dem namibischen Chapter des Media Institute of Southern Africa (MISA) wurde Ende 2010 ein Medienombudsman eingesetzt, eine erste Anlaufstelle für Personen, die sich von Medien unangebracht behandelt fühlen. Der Medienumbudsman wird vom sogenannten Media Complaints Committee, der zweiten Instanz der journalistischen Selbstkontrolle in Namibia, unterstützt. Ein Media Appeals Board als dritte Instanz ist geplant (Stand 2010).

## Ehemalige Vorsitzende
2015–2019
- Joseph Ailonga (Energy 100 FM)
- Wilfried Hähner (Hitradio Namibia)[3]